# Zoya Grancharova
Zoya Grancharova, née le 6 mai 1966, est une gymnaste artistique bulgare.

## Palmarès

### Championnats du monde
- Moscou 1981
  -  médaille de bronze au sol

### Autres
- American Cup 1982 :
  -  1re égalité au concours général